# Vitasi
Vitasi (cyr. Витаси) – wieś w Serbii, w okręgu zlatiborskim, w mieście Užice. W 2011 roku liczyła 179 mieszkańców.